# Pierre Drouillard
Ne doit pas être confondu avec Pierre Drouillard (homme politique).
Pour les personnes ayant le même patronyme, voir Drouillard.
Pierre Drouillard, né en 1681 et mort en 1740, chevalier, est un homme d'affaires et financier français du début du XVIIIe siècle.
Marchand, négociant, banquier, assureur, armateur, Pierre Drouillard devient jurat perpétuel de Bordeaux, contrôleur général puis trésorier général de France en Guyenne. Il crée par ailleurs le domaine viticole du Château Dauzac.

## Biographie
Pierre Drouillard est le fils de Pierre Drouillard, mort en 1708, jurat perpétuel de Bordeaux qui a acheté en 1685 le domaine de Dauzac à des religieuses, et d'Isabeau de Nouguès. Il est le petit-fils d'un autre jurat de Bordeaux ; leur famille est originaire de l'Île d'Yeu. 

### Homme d'affaires et banquier
Pierre Drouillard commence par être marchand et négociant. Il reprend ensuite les différentes activités de son père dans le négoce, les vignobles, le commerce avec les autres régions, les activités financières, les assurances maritimes. Mais il ne semble pas vouloir développer davantage les affaires, et il perd du terrain sur ses concurrents dans le domaine des assurances. Il perçoit les revenus de ses terres de l'Île-d'Yeu et de ses immeubles locatifs à Bordeaux.  
En tant que banquier, comme son père et les autres professionnels, il prend la précaution de réduire et diversifier les risques en multipliant le nombre de contrats. Il prête de l'argent surtout aux membres de la noblesse, notamment aux propriétaires de vignobles. Il pratique le prêt à la grosse, qui finance largement le commerce local. Il compte aussi parmi les principaux armateurs.

### Jurat de Bordeaux
À la suite de son père, il est jurat perpétuel de Bordeaux de décembre 1708 jusqu'en 1714,. En mai 1709, il refuse de répondre aux sollicitations des bordelaises affamées et va jusqu'à leur jeter des seaux d'eau,. La même année 1709, il manifeste encore son caractère emporté en prenant vivement à partie un conseiller, et en se querellant violemment avec un parlementaire pour une question de préséance. En 1713, il veille à l'organisation des cérémonies et des fêtes pour célébrer la paix.

### Contrôleur général, trésorier général
Pierre Drouillard est contrôleur général des domaines, lois et finances de la généralité de Bordeaux. Il devient ensuite trésorier de France pour la même généralité de Bordeaux : il achète en 1721 la charge de Trésorier général de France, pour la somme de 40 000 livres. Il est installé dans cet office en août 1722, pour trois ans, mais sous condition : il ne doit « opiner » dans aucune des affaires qu'il aura traitées auparavant dans son office de contrôleur.
Il met en valeur le domaine de Dauzac, en agrandissant la partie viticole.
Il est mort en 1740.

## Postérité
En novembre 1712, il épouse Marguerite Valtrain, réputée « assez bien faite », fille du conseiller du roi Pierre Valtrain. La dot est de 30 000 livres.
Leur fille Elisabeth Pétronille Drouillard hérite du domaine de Dauzac en 1740. Elle épouse Thomas Lynch en 1743. Ils ont comme enfants Jean-Baptiste Lynch, maire de Bordeaux puis pair de France ; Thomas-Michel Lynch, député, qui gère le domaine viticole ; et Peggy Elise Lynch, qui épouse l'industriel François-Patrice Mitchell.
Elle achète en 1750 le domaine de Bages pour 84 000 livres.

## Sources bibliographiques
- Laurent Coste, « L'ascension d'une famille sous le règne de Louis XIV : les Drouillard », dans Actes du Congrès d'études régionales de la Fédération historique du Sud-Ouest tenu à Bordeaux, les 25-26 et 27 avril 1997 : Bordeaux et l'Aquitaine, vol. 1, Conseil régional d'Aquitaine et Fédération historique du Sud-Ouest, 1998 (ISBN 285408036X et 9782854080360), p. 161, 163, 164, 166, 168-169, 172, 183.
- Patrick Clarke de Dromantin, Les réfugiés jacobites dans la France du XVIIIe siècle..., Presses universitaires de Bordeaux, 2005 (lire en ligne), p. 123, 127, 139, 170, 434.
- Caroline Le Mao, Chronique du bordelais au crépuscule du grand siècle : le mémorial de Savignac, Presses universitaires de Bordeaux, 2004 (ISBN 2867813395 et 9782867813399, lire en ligne), p. 46, 48, 67, 103, 107, 200, 281, 305, 308, 422, 434, 440, 449.